# Kōfu
Kōfu (甲府市, Kōfu-shi) est la capitale de la préfecture de Yamanashi, au Japon.

## Géographie

### Situation
La ville de Kōfu est située dans le centre-nord de la préfecture de Yamanashi.

### Démographie
En 2020, la population de Kōfu était de 189,591 habitants, répartis sur une superficie de 212,47 km2.

### Climat
Kōfu a un climat subtropical humide, bien qu'il soit moins humide que les côtes Pacifique ou mer du Japon en raison de son emplacement dans une vallée entourée de montagnes. La température moyenne annuelle à Kōfu est de 11,9 °C. La pluviométrie annuelle moyenne est de 1 345 mm, septembre étant le mois le plus humide. Les températures sont les plus élevées en moyenne en août, autour de 24,3 °C, et les plus basses en janvier, autour de −0,1 °C.

### Hydrographie
Kōfu est traversée par le fleuve Fuji.

## Toponymie
Le toponyme « Kōfu » (« 甲府市 ») signifie « capitale de la province de Kai (甲斐国) ».

## Histoire
La ville moderne de Kōfu a été fondée le 1er juillet 1889. La première fusion municipale a lieu le 1er août 1937, lorsque la ville intègre les villages d'Aikawa (ja) (相川村), Satogaki (ja) (里垣村), Kokubo (ja) (国母村) et Kugawa (ja) (貢川村), puis ceux de Chizuka (ja) (千塚村) et d'Ōmiya (ja) (大宮村) le 1er avril 1942. Le 1er décembre 1949, le village d'Ikeda (ja) (池田村) est intégré à Kōfu. Le 17 octobre 1954, Kōfu absorbe en même temps les villages de Kōun (ja) (甲運村), Nōsen (ja) (能泉村), Chiyoda (ja) (千代田村), Yamashiro (ja) (山城村), Sumiyoshi (ja) (住吉村), Asai (ja) (朝井村), Tamamoro (ja) (玉諸村), Ōkamada (ja) (大鎌田村), Futagawa (ja) et Miyamoto (ja) (宮本村). Le 1er mars 2006, Kōfu est agrandie en absorbant le bourg de Nakamichi (中道町) et une partie du village de Kamikuishiki (ja) (上九一色村). Le 1er avril 2019, elle obtient le statut de ville noyau.

## Patrimoine culturel

### Patrimoine architectural
- Château de Kōfu
- Château de Yōgaiyama
- Takeda-jinja (château de Tsutsujigasaki)

### Gastronomie

#### Vin japonais
Kōfu est l'une des capitales du vignobles japonais. Les vignobles sont plantés au flanc des collines entourant la ville. La culture est conduite en vigne haute avec un emploi quasi systématique de machine à vendanger. Les cépages sont principalement kōshū et muscat berry A. Depuis le début des années 2000, une trentaine de viticulteurs de la préfecture de Yamanashi se battent pour créer une appellation d’origine contrôlée (AOC) dans le but de faire un vin 100 % japonais, dont le kōshū serait l’emblème.

## Jumelages

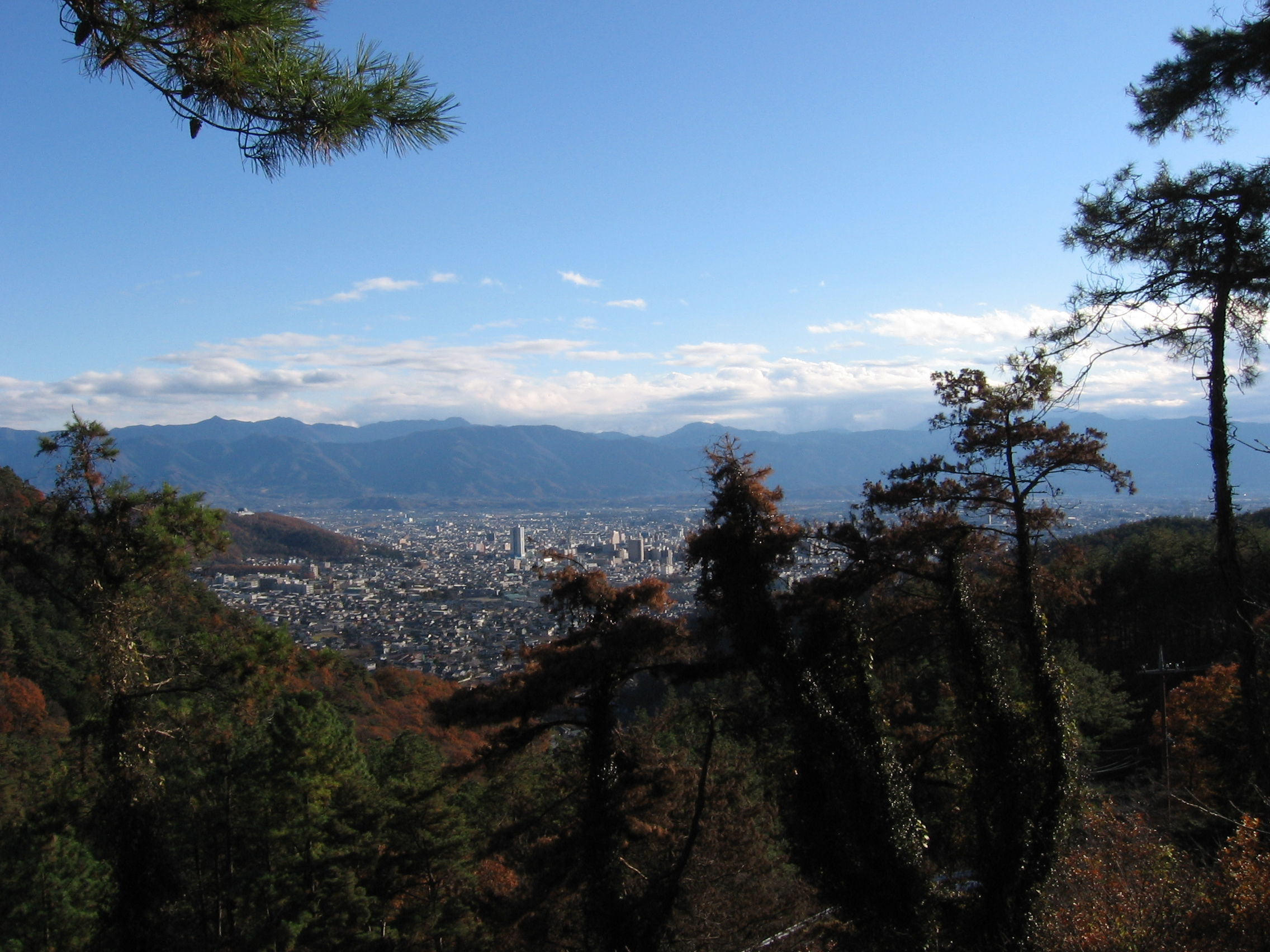
La ville de Kōfu, vue depuis les montagnes au nord.

- Cheongju (Corée du Sud)
- Chengdu (Chine)
- Des Moines (États-Unis)
- Lodi (États-Unis)
- Pau (France)
- Yamatokoriyama (Japon)

## Transports
Kōfu est desservie par les lignes Minobu (JR Central) et Chūō (JR East). La gare de Kōfu est la principale gare de la ville.

## Personnalités liées à la municipalité
- Hidetoshi Nakata (né en 1977), footballeur japonais
- Naoko Takeuchi (née en 1967), mangaka
- K.A.Z (Kazuhito Iwaike) (né en 1968), guitariste d'Oblivion Dust et VAMPS